# Yves Lampaert
Yves Lampaert (ur. 10 kwietnia 1991 w Izegem) – belgijski kolarz szosowy.

## Osiągnięcia
Opracowano na podstawie:

2012
- 2. miejsce w Paryż-Roubaix U23
- 1. miejsce w mistrzostwach Belgii U23 (jazda indywidualna na czas)

2013
- 1. miejsce w Grote Prijs Stad Geel

2014
- 1. miejsce w Arnhem-Veenendaal Classic

2015
- 1. miejsce w Driedaagse van West-Vlaanderen
  - 1. miejsce w klasyfikacji młodzieżowej
  - 1. miejsce w klasyfikacji punktowej
  - 1. miejsce na 1. etapie
- 2. miejsce w Ster ZLM Toer
- 2. miejsce w mistrzostwach Belgii (jazda indywidualna na czas)
- 2. miejsce w mistrzostwach świata (jazda drużynowa na czas)

2016
- 2. miejsce w mistrzostwach Belgii (jazda indywidualna na czas)
- 1. miejsce w mistrzostwach świata (jazda drużynowa na czas)

2017
- 1. miejsce w Dwars door Vlaanderen
- 1. miejsce w mistrzostwach Belgii (jazda indywidualna na czas)
- 1. miejsce na 2. etapie Vuelta a España

2018
- 1. miejsce w Dwars door Vlaanderen
- 1. miejsce w Hammer Limburg (drużynowo)
- 3. miejsce w mistrzostwach Belgii (jazda indywidualna na czas)
- 1. miejsce w mistrzostwach Belgii (start wspólny)
- 1. miejsce w mistrzostwach świata (jazda drużynowa na czas)
- 2. miejsce w Binche-Chimay-Binche

2019
- 3. miejsce w Paryż-Roubaix
- 1. miejsce na 2. etapie Hammer Stavanger (drużynowo)
- 1. miejsce w Hammer Limburg (drużynowo)
  - 1. miejsce na 1. i 2. etapie (drużynowo)
- 1. miejsce na 8. etapie Tour de Suisse
- 2. miejsce w mistrzostwach Belgii (jazda indywidualna na czas)
- 2. miejsce w mistrzostwach Europy (start wspólny)
- 3. miejsce w Deutschland Tour
- 1. miejsce w Okolo Slovenska

2020
- 2. miejsce w Omloop Het Nieuwsblad
- 1. miejsce w Driedaagse Brugge-De Panne

2021
- 3. miejsce w Dwars door het Hageland
- 2. miejsce w Baloise Belgium Tour
- 1. miejsce w mistrzostwach Belgii (jazda indywidualna na czas)
- 2. miejsce w Heistse Pijl
- 1. miejsce na 7. etapie Tour of Britain

2022
- 1. miejsce na 3. etapie Baloise Belgium Tour
- 2. miejsce w mistrzostwach Belgii (jazda indywidualna na czas)
- 1. miejsce na 1. etapie Tour de France

2023
- 3. miejsce w Classic Brugge-De Panne

## Rankingi
| Rok             | 2012 | 2013 | 2014 | 2015 | 2016 | 2017 | 2018 | 2019 | 2020 | 2021 | 2022 | 2023 | 2024 |
| --------------- | ---- | ---- | ---- | ---- | ---- | ---- | ---- | ---- | ---- | ---- | ---- | ---- | ---- |
| UCI World Tour  |      |      |      | 99.  | 219. | 83.  | 75.  |      |      |      |      |      |      |
| World Ranking   |      |      |      |      | 240. | 106. | 71.  | 36.  | 21.  | 45.  | 154. | 78.  | 366. |
| UCI Europe Tour | 386. | 164. | 49.  |      | 185. | 332. | 98.  | 26.  | 19.  | 37.  | 128. | 64.  | -    |
| UCI Asia Tour   | -    | -    | -    |      | 97.  | -    | 504. |      |      |      |      |      |      |
|                 |      |      |      |      |      |      |      |      |      |      |      |      |      |
| Źródło: UCI     |      |      |      |      |      |      |      |      |      |      |      |      |      |